# ガープス
ガープス (GURPS) は、スティーブ・ジャクソン・ゲームズ社の発売した汎用テーブルトークRPGのルールおよびシステム。ガープスはBest Roleplaying Rules of 1988でオリジン賞（Origins Award, オリジン・アワード）を受賞し、2000年にはオリジン・ゲーム・フェアに 殿堂入りした。日本語訳および日本独自サプリメントの制作は一部を除きグループSNEが行い、主に富士見書房が出版しており、一部の作品は新紀元社、ホビーベースイエローサブマリンが出版している。富士見書房が出版している既知の日本語訳版のルールブックおよびサプリメントの独占翻訳権は角川書店が所持している。過去の日本語訳および日本独自のサプリメントは角川スニーカー文庫、角川スニーカー・G文庫が販売していた。

## 概要
GURPSという名称は Generic Universal RolePlaying System （包括的で汎用的な、役割を演技するシステム）を略したもので、これは『1つであらゆるジャンルをプレイできるRPGのルール』と言ったほどの意味である。ただし、GURPSは正式名称であって略称ではない。
ガープスは、『ガープス・ベーシック』（ GURPS Basic Set ）と呼ばれる基本ルールに各種サプリメントを組み合わせることで、ジャンルを越えて使用できるルールになっており、それぞれのルールは、一部の例外を除き、接頭辞「ガープス」または GURPS を冠する名前で呼ばれる。
サプリメントの種別としては、
- 基本ルールの一部を拡張したルール拡張系サプリメント(Rulebooks)（例：ガープス・マジック、ガープス・マーシャルアーツ、ガープス・サイオニクス、GURPS Powers [3]  ）
- ファンタジー物、宇宙物といった一つのジャンルを特定の背景世界によらないで紹介したもの ジャンル系サプリメント (Genre Books) (例： GURPS Fantasy, GURPS Space, GURPS Supers )
- アイテム、車両、モンスターといったデータでジャンルやゲーム世界を問わないテーマのカタログ系サプリメント (Catalogs) (例： GURPS High-tech, GURPS Ultra-Tech, GURPS Creatures of the Night )
- ある特定のゲーム世界を記述したワールド系サプリメント (Worldbooks) (例：ガープス・ルナル、ガープス・ユエル、ガープス・コクーン、ガープス・百鬼夜翔[4]、GURPS Infinite Worlds, GURPS Traveller ）

がある。

## 歴史

### 黎明期のRPG
ガープス以前の1970年代、1980年代のロールプレイングゲーム(RPG)は特定のゲーム環境に特化して開発された。たとえば、TSRはファンタジー環境に特化したダンジョンズ&ドラゴンズを出版した。同じ企業から出たもうひとつのゲーム Star Frontiers はSFベースのRPGとして開発された。TSRは、Gamma World (終末ものアドベンチャー)、Top Secret (スパイ、諜報部員)、Gangbusters (狂騒の20年代アドベンチャー)、Boot Hill (西部開拓時代) のように異なるゲーム環境で異なるゲームを製作した。これらのゲームはそれぞれが独立したルールシステムを持ち、ゲームをプレイするルールもそれぞれ非常に異なっていた。アドバンスト・ダンジョンズ&ドラゴンズ で Gamma World とBoot Hill のルールを使ったクロスジャンルの試みが行われたが、曖昧なルールは大部分が使われなかった。それが知名度の低い Supergame (DAG Productions, 1980年)に先立たれたにもかかわらず、ガープスはあらゆるものを包含する、プレイヤーが同一の"コア"ルールセットを使ってどんなゲーム環境でもロールプレイを楽しめる、"汎用的な"ロールプレイングシステムを創造する試みとして最初の商業的成功を成し遂げた。

### ガープスのコンセプト
ダンジョンズ&ドラゴンズ のような1970年代と1980年代のRPGはプレイヤーキャラクターの能力値の割り当てにダイスロールが生成する乱数を使用した。それとは対照的に ガープス ではキャラクターを作成するさいの指定されたポイント(日本語版ではキャラクターポイント, CP)をプレイヤーに割り当てた。Hero System と共に、ガープス はポイントを能力値、技能、(呪文を詠唱する能力のような)特徴に消費することでキャラクターを作成する最初のロールプレイングゲームのひとつである。平均より低い能力値、「不利な特徴」、「限定」を受け入れることで追加のポイントを得ることができる。このアプローチは ガープス の成功によりいく分かRPGで人気を保っている。
"汎用的"な側面での ガープス の強調は成功したマーケティング戦略で立証されているのと同様、幾多のゲームシリーズは幾多のスタイルへ改良できる源の機関を持っている。ガープス の使途の広さへのアプローチはできる限り現実世界の尺度(計測)の使用を含めている ("リアリティチェッキング" はどんな ガープス のルールブックでも重要な要素である)。これによってプレイヤーは公正に現実世界や他のゲームやプレイヤーの創造力からガープスの数値データへのありふれた変換ができる。
その上 ガープス は背景設定やサイエンスフィクション、ファンタジー、歴史ものやすべてのジャンルの追加ルールを説明した数多くのワールドブックから恩恵を受けている。C.J. Carella、Robin LawsS. John Ross、Fudgeの製作者Steffan O'Sullivanなど多くの人気ゲームデザイナーが ガープス ライターという職歴を持ち始めた。時には ガープス をプレイしない人が、才能があり独創的なライターが出していることを理由に ガープス のサプリメントを購入するという現象が起きている。歴史時代ものの ガープス のワールドブックはしばしば出典を示す参考文献の部類に入るのと同じように参考書として使われる。

### ガープスの歴史
1980年
直近の ガープス の祖先はMetagaming Concepts社でスティーブ・ジャクソンが作った初期のRPG The Fantasy Trip (TFT)であった。TFT には初めて登場する各キャラクターの主要な能力値を表す体力、敏捷力、知力の部類に入る ガープス の中核となるコンセプトもいくつかあった。
1986-1987年最初のBasic Setの2つの版が出版される。紙の駒・戦闘マップ・サイコロ・2冊のルールブック(『1巻 : キャラクター』と『2巻 : キャンペーン』)が入ったボックスのセットで発売される。
1988年
第3版の GURPS Basic Set  が1冊組のルールブックで発売される。ガープスが Best Roleplaying Rules of 1988 でオリジン賞を受賞。
1989年
第2版から第3版にキャラクターのデータを移行する方法を80ページにわたって記載した GURPS Update が発売される。
1990年
その名の通りサイバーパンクのジャンルを扱った近未来のディストピアな世界観でサイボーグやインプラントなどの人体改造や脳に直接コンピュータを繋いでサイバースペースでネットランニング(ハッキング) ができる初版の GURPS Cyberpunk  (日本語版は『ガープス・サイバーパンク』) が発売。ガープス はテキサス州オースティンにあるスティーブ・ジャクソン・ゲームズ社のオフィスがアメリカ合衆国シークレットサービスによって強制捜査を受けたとき、ハッカーのサブカルチャーと交わった。ターゲットはベル・サウス社から盗まれたEnhanced 911危機対応システムに関係している GURPS Cyberpunk の著者だった。この事件は電子フロンティア財団の創立のきっかけになるほどの影響を与えた。この捜査はサンデヴィル作戦の一部でFBIによるものと誤解されがちだった。サンデヴィル作戦は同時に起きたが、まったく単独で発生していた。関連 スティーブ・ジャクソン・ゲームズ対アメリカ合衆国シークレットサービス事件。
 ?
ガープス ルールの無償PDF版が GURPS Lite  としてリリース。GURPS Discworld や Transhuman Space のようなさまざまなルールブックが含まれた限定的なルールセットでもある。
1992年
第3版の日本語訳『ガープス・ベーシック』  がグループSNEによる翻訳で角川書店から文庫で発売。
1992年11月
友野詳の『ルナル・サーガ』の世界を舞台にしたファンタジー風TRPG『ガープス・ルナル』 が文庫で発売。
1993年1月
魔法の品物の作成、呪文の使用、錬金術によるエリクサー(霊薬)の作成などが可能になる GURPS Magic  の日本語版『ガープス・マジック』  がグループSNEによる翻訳で角川書店から文庫で発売。
1994年1月
妖魔夜行の世界を舞台にし GURPS Supers  を日本独自に改変した『ガープス・妖魔夜行』  が文庫で発売。
1994年4月
マーシャルアーツとしてガープスにさまざまな格闘技のルールを導入できる GURPS Martial Arts  の日本語訳『ガープス・マーシャルアーツ』  がグループSNEによる翻訳で文庫本として発売。
1994年11月
女子プロレスのTRPG『ガープス・リング★ドリーム』  が角川書店から文庫で発売。
1994 - 1996年
GURPS Basic Set 第3版  の改訂版 GURPS Basic Set Third Edition, Revised  が発売。
1995年10月
超能力を扱える GURPS Psionics  の日本語版『ガープス・サイオニクス』  が発売。
1996年2月
ソードワールドRPGの舞台フォーセリアのパロディ、ファイブリアを舞台にした『ガープス・コクーン』  が発売。
1996年12月
GURPS Cyberpunk の日本語版『ガープス・サイバーパンク』 が発売。
1999年4月
文庫版『ガープス・ベーシック』の未訳部分を翻訳した GURPS Basic Set Third Edition, Revised  を底本とした『ガープス・ベーシック完訳版』  が大判のハードカバーで富士見書房から発売される。この完訳版は文庫版の分量の2.5倍で超能力、ゲームマスターに関する部分、ソロシナリオなどが主に追加された。この頃から角川スニーカー・G文庫のレーベル停止に伴い、ガープスのサプリメントの出版社が富士見書房に変わり文庫版から大判になった。
1999年8月
文庫版『ガープス・ルナル』に、今まで別のサプリメントに分かれていたルールや追加データなどをまとめ、『ガープス・ベーシック完訳版』にも対応した『ガープス・ルナル完全版』  が大判で富士見書房から発売。
2000年
オリジン・ゲーム・フェアに 殿堂入りする。
2000年3月
文庫版『ガープス・マジック』  で未訳の部分を翻訳しかつ、GURPS Classic: Magic Second Edition を底本とした『ガープス・マジック完訳版』  が大判で富士見書房から発売。
2000年12月
友野詳の小説ドラゴンマークを舞台としたTRPG『ガープス・ドラゴンマーク』  が大判で富士見書房から発売。
2002年3月
妖魔夜行の続編にあたる百鬼夜翔の世界を舞台にした『ガープス・百鬼夜翔』  が大判で富士見書房から発売。
2002年8月
文庫版『ガープス・マーシャルアーツ』で未訳の部分を翻訳し、さらに GURPS Classic: Martial Arts (Second Edition) を底本として翻訳した『ガープス・マーシャルアーツ完訳版』 が大判で富士見書房から発売。
2003年7月
4つの異なる背景世界とルールを収録した『ガープス・パワーアップ』  が大判で富士見書房から発売。
2004年7月
『ガープス・マジック完訳版』の追加データサプリメントにあたり GURPS Grimoire  の日本語版『ガープス・グリモア完訳版』  が大判で富士見書房から発売。

### 第4版の登場
2004年7月
第4版に対応したガープスの簡易版 GURPS Lite が無料配布。
2004年8月19日
スティーブ・ジャクソン・ゲームズはGen Conで ガープス第4版 をリリース。プレイとキャラクター作成のほとんどの分野の単純化と合理化を約束した。その変更には修正され合理化された技能一覧、経験で得られる能力と生まれつきの才能で得られる能力との違いの明確化、より詳細になった言語ルール、改正された文明レベル(Technology Level)を含む。ショーン・パンチによって設計された第4版の原書は GURPS Basic Set: Characters と GURPS Basic Set: Campaigns の2冊のフルカラーのハードカバーの書籍として販売。
2004年12月22日
ガープスのプレイヤーキャラクターを第3版から第4版に変換する方法を解説したマニュアル GURPS Update  が無料配布され始める。
2005年
第4版の日本語訳は第3版を底本としたものであったが2005年に入って雑誌やサプリメントから第4版対応を開始。
2005年3月9日
『Role&Roll SP2』 に GURPS Lite  を日本語訳しグループSNEが独自に改変した『ガープス・ライト・カスタム』が掲載される。
2005年4月
スティーブ・ジャクソン・ゲームズの電子販売部門 e23 が発足し(日本語版を除く)ガープス製品をPDFファイルで入手できるようになる。
2005年7月
友野詳の『ルナル・サーガ』の続編にあたる『ユエル・サーガ』を舞台にし、ガープス第4版に対応した『ガープス・ユエル』が富士見書房から発売される。グループSNEの公式サイトでは第3版のカテゴリ扱いになっている。
2005年12月
プレイヤー向けの基本ルールブック GURPS Basic Set: Characters の日本語訳『ガープス・ベーシック【第4版】キャラクター』がグループSNEによる翻訳で白黒のハードカバーの書籍として富士見書房から発売。
2006年3月
基本ルールブックの第2巻に相当しゲームマスター向けの書籍 GURPS Basic Set: Campaigns の日本語訳『ガープス・ベーシック【第4版】キャンペーン』 が、グループSNEによる翻訳で白黒のハードカバーの書籍として富士見書房から発売。
2006年11月
小説リボーンリバースの世界を舞台にした『ガープス・リボーンリバース』  が大判でホビーベースイエローサブマリンから発売。
2007年12月17日
『ガープス・マジック』 と『ガープス・グリモア』の第4版に対応し Fourth Edition GURPS Magic の日本語訳版『ガープス・魔法大全』  がグループSNEによる翻訳で富士見書房から大判で発売。発売直後に一部ページの重複と欠落が見つかり富士見書房が購入者には着払いで良品との交換をするとお詫びした。

## 第3版・第4版共通ルール
以下に、第3版・第4版を問わない共通ルールについて解説する。改版による相違点は、各版ごとに記述する。

### キャラクター
ガープスのプレイヤーキャラクターは、キャラクターポイント(CP: Character Points)と呼ばれる数値を消費してゲーム上の能力を獲得する。CPを消費していないキャラクターは平凡で無個性である。そのキャラクターに費やされたCPの合計値はキャラクターの総合能力の指標とされる。
ゲーム上で有利な能力を得るためにCPを消費する反面、ゲーム上で不利な能力を得ることでCPを獲得できる（マイナスのCPを消費する、という処理）。消費または獲得するCPが多いほど、ゲーム上で受ける恩恵または制限も強くなる。有利な能力による消費CPを不利な能力による獲得CPで相殺したキャラクターは、CPの面では「CPを消費していないキャラクター」と同等だが、「CPを消費していないキャラクター」とは異なり、個性を持つ。
CPという表記は、日本語版ガープスでは、CPの単位としても使用されている。原書のガープスではpointsという単位が使用されている。
CPを消費または獲得するゲーム上の能力には、基本となる「能力値」(attributes)の他に、後天的に学習し獲得した「技能 」(skill)や、特定の条件下で恩恵または制限を受ける社会的・肉体的・精神的な「特徴」(advantage)などがある。
キャラクターの成長も CPの獲得として表現される。
CPによって、キャラクターの作成や成長における偶然性を可能な限り排除している。
キャラクターの方向性は、技能を個別に習得することで示される、いわゆる「スキル制」である。ただし特定の特徴や技能を「テンプレート」という形でワンセットにすることで、擬似的に「クラス制」を採りいれることもできる。

### 行為判定
行為判定では、6面体サイコロを3つ振った出目の合計（いわゆる3d6）と、その行為に関する技能（または能力値）の値 (±修正値)とを比較する。サイコロの目が技能の値より小さいか同じであれば、その行為は成功したことになる（いわゆる下方判定）。
ただし、
- サイコロの出目が18であった場合は常に失敗となり、出目18の場合は必ずファンブル（大失敗, fumble）となる。
- 出目が17の場合は、目標値が15以下のときファンブル、16のとき通常の失敗となる。
- 目標値より10大きい目はファンブルとなる。
- 出目が3か4のときは必ずクリティカル（大成功, critical）になり、出目5は目標値が15以上ならクリティカル、出目6は目標値が16以上ならクリティカルになる。

クリティカル、ファンブルになったときは、状況に応じてゲームマスターが結果を判断する。戦闘で攻撃した場合は「クリティカル表」「ファンブル表」に従ってもう一度サイコロを振ってどのような効果が現れるかを決定する。呪文の使用でファンブルしたときは専用の「呪文ファンブル表」に従ってどのような効果が現れるかを決定する。

### 能力値
ガープスでキャラクターの基本となる能力値（attribute）は「体力」「敏捷力」「知力」「生命力」の4種である。各能力値は10を基準（最も平均的な値）とし、より優れた能力値を得るにはCPを消費し、より劣った能力値にすることでCPを獲得できる。能力値が8までのときは不利な特徴に含まなくても良いが、能力値が7 を下回るときは不利な特徴に含め「不利な特徴で獲得できるCP」の制限を受けることになる。
「体力（Strength, ST）」は腕力などを示し、重いものを運ぶ力や移動力（Move）、白兵武器の攻撃力などに影響を与える。「基本致傷力」は体力が基準である。キャラクターの身長と体重も「体力」を基準に決める（常識の範囲内であれば身長と体重はプレイヤーが自由にきめて構わない）。体力が高いほど、荷物の重さによる「移動力」の減少が軽減される。
「敏捷力（Dexterity, DX）」は手先の器用さや運動能力など、肉体を操る能力を示す。細かい作業を行う技師や乗り物の運転手、運動家などにとって重要な能力である。武器攻撃の命中、移動力に影響を与える。「肉体技能」は敏捷力を基準にする。
「知力（Intelligence, IQ）」は思考力や知識の豊富さを現す。言語、科学、魔法などの「精神技能」がこの知力を基準にしている。
「生命力（Health, HT）」はスタミナや健康、毒や放射線、負傷に対する抵抗力、キャラクターの根性などを左右する。生命力が高いとより深い傷を受けても耐えることができ、病気にもかかりにくくなる。
また基本能力値に基づいた数値として、魔法を使うときにマジックポイントのように消費する「疲労点（Fatigue Points, FP）」や、肉体的な負傷の許容範囲を示す「ヒットポイント（Hit Points, HP）」、地上での移動速度の基本となる「基本移動力（Basic Move, BM）」などがある。

### 特徴
特徴は、能力値や技能だけでは現せない、キャラクターの社会的な立場や特殊能力・性格などのうち、ゲームの処理に影響を与えるものを示す。
CPを消費して得られるものを「有利な特徴（advantage）」、CPを獲得して得られるものを「不利な特徴（disadvantage）」と称するが、日本語では（英語と異なり、有利不利の意味が含まれないため）両者をまとめて「特徴」と称することも珍しくない。
特徴は有利不利の区別の他に、ゲーム内で適用する条件によって「社会的特徴」「肉体的特徴」「精神的特徴」に区別される。
なお「有利な特徴」「不利な特徴」は、あくまでゲームの処理上での有利不利によって区別される。社会通念上は「美徳」とされる特徴であっても、ゲーム上でキャラクターを制限するものは「不利な」特徴として扱われる。例えば「暗闇でも物を見ることができる」能力は「暗闇での行動制限を受けにくい」ため「有利な特徴」である。一方、ゲームの処理に影響を与えるほど「正直」な性格は「嘘をつくこと」に対して制限を受けるため「不利な特徴」である。
CPの絶対値が多いほど、ゲーム処理への影響は強くなる。
なお、不利な特徴はゲームマスターが許可した場合に限り、獲得したCPに等しいCPを費やして後天的に「失う」ことができる。ただしルール上の処理とは別に、ゲームの舞台となる背景世界での理由も必要とされる。例えば「正直」(Truthfulness)なキャラクターは、世間にもまれ経験を積む（獲得したCPに等しいCPを費やす）ことで「嘘をつくこと」を覚える（「正直」の特徴を失う）。一方、不利な特徴「片目」(One Eye)のキャラクターが「片目」の特徴を失うには、その世界に（眼球移植手術、サイボーグ技術によるサイバーアイの埋め込み、魔法や超常的な力による治療など）「本物の眼球の代用となる手段」が存在しなければいけない。

### 技能
ガープスでは、後天的・経験的に得られる知識や技術を示す「技能」(skill)が多数用意されている。魔法も技能の一種と定義されており、個々の呪文ごとに個別の技能として扱われる。
全ての技能は基本能力値に基づいた値を持ち、CPを消費することで習得・成長させられる。よって、技能の基準となる能力値が変動すると、その技能の技能レベルも同時に変動する。習得した技能は行為判定（後述）の際、特定条件下で基本能力値の代用として使用する。中には「素人には不可能」として、習得していることが行為判定の条件となる技能もある。
後天的・経験的に得た知識や技術は常に有利に働くため、技能を習得する場合は常にCPを消費する。
技能には基準となる能力値と難易度が設定されており、PCの能力値を基準として、「能力値+難易度に応じた相対値」で技能レベルを求める。難易度に応じた相対値が高ければ高いほどCP(キャラクターポイント)を多く消費する。難易度は「易」「並」「難」「至難」の4つがあり、難易度が高いと難易度に応じた相対値に消費するCPも大きくなる。
技能によっては前提条件が定められているものがある。ある他の技能が前提条件になっている技能は、前提条件となっている技能を最低でも0.5CPか1CP支払ってでも習得しなければその技能を修得できない。前提条件となっている技能には、一定以上の技能レベルを要するものもある。また、ある「有利な特徴」が前提条件になっている技能は、その「有利な特徴」を持っていない限り習得することができない。
技能によっては「技能なし値」というものが設定されているものがある。ある技能を修得していない場合に、その技能の代わりに、別の技能または「能力値」から所定のペナルティを引いた値を技能レベルの代わりとして技能判定を行なうことができる。
技能には「専門化」を要するもの、あるいは自発的に専門化できる技能がある。自発的に専門化できる技能は、難易度が「並」以上のとき、難易度を一段階下げて専門技能を修得できる。例えば<物理学>技能は専門化が必須ではない難易度が「至難」の技能。この技能を<物理学／相対論>に専門化すると、専門化した技能を難易度一段階下げた「難」で習得できるようになる。
専門化を要する技能あるいは自発的に専門化した技能には<技能名／専門>のように技能名の後に／を記述して専門名を記述する書式を用いる。ガープス日本語版での技能の表記は<技能名>のように山括弧〈〉か不等号<>で括る記法を用いている。
ガープスの原書での専門技能の表記は、Skill name (Specialty) のように技能名のあとにスペースを入れて括弧で括った専門名を追記する記法を用いている。

### 呪文
ガープスでは呪文(Spell)と呼ばれる技能を用いて魔法を操る。ガープスの呪文は「関連能力値」が「知力」で難易度が「難」か「至難」技能の一種である。呪文には「技能なし値」が存在しない。呪文を習得するさい、「魔法の素質」(Magery)レベルを「知力」に加えることができる。例えば知力15、「魔法の素質レベル5」のキャラクターは、「知力」が20あるものとして呪文を習得することができる。
呪文技能の判定に「ファンブル」(fumble)すると大惨事を引き起こす可能性があり、専用の「呪文ファンブル表」に従ってさらにファンブルの結果を選ぶ。
日本語版での呪文の書式は二重山括弧《》か不等号<<>>を使い、《呪文名》のように記述する。

#### 前提条件
ほとんどの呪文には前提条件が定められており、前提となる呪文を最低1CP費やして習得しないかぎり新たにその呪文を習得することはできない。呪文によっては「魔法の素質」が一定レベル以上でなければ習得できないものもある。まれに前提条件が「有利な特徴」や一定レベル以上の基本能力値や技能になっている呪文もある。

#### 呪文とマナ
ガープスで呪文を使うときは、最低限のマナを必要とする。マナがない場所では呪文がまったく働かない。マナは最低でも「疎」以上(「疎」、「並」、「密」、「濃密」)である必要がある。マナが疎の地域では呪文の技能レベルが常に-5 される。マナが「濃密」の地域では呪文をかけるために「疲労点」を消費した魔術師は、次のターン開始時にはそれらの「疲労点」が還元される。ただし「濃密」の地域での呪文の技能判定の普通の失敗は「ファンブル」(fumble)として扱う。その地域のマナの回復、増幅、除去(「疎」を「並」に変える、「濃密」を「密」に変えるなど)は、「マナ増幅」、「マナ除去」という有利な特徴を使用するか《魔力回復》、《魔力除去》という呪文を使用する。

#### 呪文の集中
大半の呪文を使用するには1秒間の集中が必要である。1秒間の集中の後、そのターン終了後に呪文の技能判定を行い、成功すれば即座に効果を発揮し、そこでそのPCのターンが終了する。この集中の間に敵の攻撃に対して能動防御を行なったり、体当たりを受ける、転倒、負傷した場合、術者は直ちに意志力-3判定を行い、失敗すると呪文への集中が乱れて最初からやり直さなければならない。判定に成功しても、負傷により衝撃を受けた場合、術者が集中している呪文の技能レベルを下げてしまう。
呪文によっては2秒以上集中しなければならないものがある。その間はずっと「集中」の戦闘行動をとらなければならず、その呪文の技能判定は、連続した集中の最後のターンに行なう。集中を終えていない呪文はいつでも破棄できる。ただし、もう一度その呪文を唱えるには、初めから集中をやり直さなければならない。
例外として「防御呪文」は集中なしで敵のターンに唱えることができる。
各呪文の集中時間は、各呪文の説明に準備時間として記載されている。この準備時間は、技能レベルが9以下のときは2倍になる。技能レベルが10 - 14ときは記載されたとおりの準備時間を要する。技能レベルが15 - 19のときは記載されたとおりの準備時間を要するが、呪文に「集中」しながら1ターンに1メートル移動することができる。技能レベルが20 - 24のときは準備時間は半分(端数切り上げ)になる。ただし最低でも詠唱には1秒かかる。技能レベルが 25 - 29のときは準備時間が4分の1(端数切り上げ)になる。技能レベル30以上では、以後5レベル上昇ごとに準備時間がさらに半分になる。ただし例外として、「儀礼魔法」や「射撃呪文」の集中時間は短縮できない。マナが「疎」の地域ではこれらの技能レベルは-5したものとして扱う。

#### 呪文のエネルギー消費
呪文を使用するにはエネルギーが必要であり、普通は術者が持っている「疲労点」の一部をエネルギーとして消費する。「疲労点」の代わりに自らの体を傷つけて「ヒットポイント」の一部を削ってエネルギーに変換することもできる。ただし呪文にヒットポイントを1点消費するごとに、その呪文の目標値は-1の修正を受ける。「パワーストーン」を持っていれば、パワーストーンからエネルギーを引き出して呪文を使用こともできる。《動力奪取／TL》、《動力消費／TL》などの「動力系呪文」を使用すれば電池やエンジン、機械、発電所などから呪文に消費するエネルギーを消費することができる。「儀礼魔法」の儀式では複数の魔術師や助手から「疲労点」を貰って膨大なエネルギーを消費する呪文を使うことができる。
呪文には継続して使用することができるものがある。そのような呪文には、呪文の効果時間が設定されている。効果時間を超えてその呪文を維持したい場合は、その呪文で定められた維持に必要なエネルギーを消費する。このように、呪文によっては最初のその呪文を消費するエネルギーと維持に必要なエネルギーは異なることがある。エネルギー1点で維持できる呪文の技能レベルを15レベル以上で習得していると、その呪文をいつまでも維持することができる。
呪文の技能レベルが15以上あればエネルギー消費は1、20以上で2点、さらに5レベル上昇するごとに1点減少する。この技能レベルの上昇は、維持にかかるエネルギー消費も減少する。ただし、「防御呪文」は例外でどんなに技能レベルが上昇してもコストが下がらない。マナが「疎」の地域ではこれらの技能レベルは-5したものとして扱う。

#### 呪文の系統
呪文を、地、水、火、治癒などで分類したものが呪文の「系統」になる。呪文の中には複数の系統の属する呪文も存在する。呪文の系統には、「移動系呪文」、「音声系呪文」、「火霊系呪文」、「技術系呪文」（「機械系呪文」、「動力系呪文」、「放射線系呪文」、「金属・プラスチック系呪文」）、「幻覚・作成系呪文」、「呪文操作系呪文」、「情報伝達系呪文」、「植物系呪文」、「食料系呪文」、「死霊系呪文」、「水霊系呪文」、「精神操作系呪文」、「知識系呪文」、「治癒系呪文」、「地霊系呪文」、「天候系呪文」、「転送系呪文」、「動物系呪文」、「肉体操作系呪文」、「光／闇系呪文」、「風霊系呪文」、「精霊系呪文」、「物体操作系呪文」、「防御／警戒系呪文」、「魔化系呪文」（「武器魔化系呪文」、「防具魔化系呪文」、「制限魔化系呪文」、「魔法道具魔化系呪文」）がある。

#### 呪文のタイプ
呪文はその働き方によってタイプに分類することができる。呪文のタイプは「通常呪文」、「範囲呪文」、「白兵呪文」、「射撃呪文」、「防御呪文」、「情報呪文」、「抵抗呪文」、「魔化呪文」、「特殊呪文」に分けられる。

### 特徴や技能のカスタマイズ
特徴や技能は、必要ならば独自に作成しても構わないものとされ、そのための指針も用意されている。
また、特徴や技能の使用条件を絞り込み、特徴や技能に個性を持たせることもできる。こうした特徴や技能の個性化によって、格闘家など似たようなキャラクターをPCとする場合の差別化を図れるシステムになっている。

### TL・文明レベル(Technology Level)
ガープスでは社会の科学技術の進歩の度合いを示す値TL(Technology Level、文明レベル、テックレベル)が用意されている。TLが高いほど科学技術が進歩していることを表す。各技能や武器、防具、アイテムにはTLが設定されているものがあり、その指定されたTLの世界に住み慣れたPCでなければそれらの扱いにペナルティを受ける、あるいはまったくそれらを扱うことができなくなる、といった設定が可能になる。たとえば、原始時代(TL0) の原始人や中世(TL3) の騎士は現代(TL7 - 8)の戦闘機の操縦やライフルの扱い方がわからない、といった設定がこのTLによって可能になる。有利な特徴「TLが高い」、不利な特徴「TLが低い」によって、TL8の現代日本に暮らしていながら、その現代社会に馴染まない、あるいは世間知らずか時代の流れに取り残されたPC、NPCや、未来からやってきた未来技術に熟知したTL12のタイムトラベラーの PC、NPCを再現することができる。

### 複雑さ
ほとんどの数値は、実生活で使われる単位で扱われる（日本語訳ではメートル法、原書ではアメリカ人に馴染み深いヤード・ポンド法）。これにより、誤解を生じずに現実の情報と容易にすり合わせできるようになっている。
戦闘も含めて、基本は簡潔であり、ここに拡張ルールを採用していくことでより精密・複雑な処理ができるようになる。たとえば、『ガープス・マーシャルアーツ』を導入すると格闘動作と呼ばれる複雑な動作を処理できるようになる。

## 第3版ルール
日本語版のガープス第3版には、角川スニーカー文庫および角川スニーカーG文庫から出版された文庫本の『ガープス・ベーシック』と、その後に富士見書房から出版され未訳部分をまとめた大型本の『ガープス・ベーシック完訳版』がある。以下の記述はその『ガープス・ベーシック』 および『ガープス・ベーシック完訳版』に基づく。

### キャラクター

#### キャラクターポイントの例
- 25CP 平凡で一般的なキャラクター
- 100CP 英雄の資質を秘めたキャラクター（主要なサプリメントでのスタート時のCP）
- 300CP以上 超人レベルのキャラクター（妖魔夜行[25]/ 百鬼夜翔[4]での妖怪キャラクターの最低値）

#### 能力値
「疲労点」は、「体力」に基づく能力である。
「ヒットポイント」は、「生命力」に基づく能力である。

#### 移動力
キャラクターの移動力は「体力」、「敏捷力」、「生命力」と自分が持ち歩いている荷物できまる。「敏捷力」と「生命力」を4で割った値が「基本移動力」（Basic Move, BM）となる。たとえば、キャラクターの「生命力」が12、「敏捷力」が10のとき、「基本移動力」は (12 + 10) ÷ 4 = 5.5となる。このキャラクターが荷物を持っていないときに、1秒間に走れる距離は5.5m(メートル)になる。
「移動力」（Move）は、この「基本移動力」に、身に着ける武器や防具の重さとキャラクターの「体力」で決まる「荷重」をマイナスした値である。

#### 有利な特徴と不利な特徴
ガープス・ベーシック第3版では不利な特徴によるCP獲得は「癖」(5CP分)も含めて45CPまでという上限がある。キャラクター作成後は獲得したCPを消費しても、原則として肉体的な「有利な特徴」を獲得することはできない。
始めに決めなければならない重要な特徴には、キャラクターの外見を決定する「容姿」（beauty）、社会的背景に関与する「社会的特徴」である「財産」（wealth）と「影響力」（influence）、「名声」（reputation）、「地位」（status）、「階級」（rank）などがある。「財産」はキャラクターの所持金に関与し、「容姿」、「地位」、「名声」、「階級」は人からどう思われているか（NPCからの「反応」）に関与する。

#### 技能
また、後天的・経験的に得られる知識や技術を示す「技能」（skills）が多数用意されており、主に後述の行為判定に使用する。
技能は、精神技能と肉体技能とに分かれる。肉体技能は敏捷力を基準とし、精神技能は知力を基準としてCPを消費して技能レベルを設定できる。キャラクター作成時の技能はキャラクターの年齢の2倍までCPを消費することができる。基準となる能力値「敏捷力」や「知力」が上昇すると、同時にキャラクターがもっている技能の技能レベルも自動的に上昇する。
これらの特徴や技能は、必要ならば独自に作成しても構わないものとされ、そのための指針も用意されている。

## 第4版ルール
第3版から第4版へ改版された際、そのシステムに大きな変更が加えられた。
第4版は富士見書房が出版している『ガープス・ベーシックセット【第4版】キャラクター』、『ガープス・ベーシックセット【第4版】キャンペーン』の2冊が基本ルールとなる。
以下の記述は『ガープス・ベーシックセット【第4版】キャラクター』、『ガープス・ベーシックセット【第4版】キャンペーン』に基づく。

### キャラクター

#### キャラクターポイントの例
- 弱弱しい（25CP以下） - 小さな子供や意志のない奴隷やゾンビなどのキャラクター。
- 平均的（25 - 50CP） - 会計士やタクシードライバーのような普通の人々。
- 優秀（50 - 75CP） - スポーツ選手、警官、富裕な紳士など。
- 例外的（75 - 100CP） - 「スター」スポーツ選手。年季の入った警官など。
- ヒーロー的（100 - 200CP） - 現実に肉体・精神・社会面で頂点に立つ人々。SEAL隊員、有名な科学者、億万長者。
- 画期的（200 - 300CP） - カンフー映画やファンタジー小説の主役。
- 伝説的（300 - 500CP） - 叙事詩や民間伝承の主人公。
- 超人的（500 - 1000CP） - 戦車を素手で破壊できる超人のような人間を超越した存在や、軍隊を丸ごと倒せるドラゴンのようなファンタジー世界の強力な生物。
- 神性（1000CP以上） - ほとんどの場合において自分の望んだことができる本物の半神。

### 能力値
ガープス第4版では、能力値(Attributes)の上昇・下降に要するCP(キャラクターポイント) が変更された。第4版では第3版の4 つの能力値は基本能力値(Basic attributes)と呼ぶようになった。また、第3版以前には基本能力値と同化していた「疲労点」(Fatigue Points, FP)「意志力」(Willpower, Will)「知覚力」(Perception, Per)「ヒットポイント」(Hit Points, HP)が、副能力値(Secondary characteristics)として明確に分離された。
「疲労点」は、第3版においては「体力」に基づく能力だったが、第4版にて「生命力」に基づく能力へと変更された。同じく「ヒットポイント」は、「生命力」から「体力」に基づく能力値へと変更された。

#### 基本能力値
ガープス第4版の4つの基本能力値(Basic attributes)は、CPを一切消費しなければすべて値は10となる。体力と生命力は値を+1するごとに10CPを必要とし、-1するごとに -10CPになる。知力と敏捷力は値を+1するごとに20CPを必要とし、-1するごとに-20CPになる。このマイナスCPの値は他の能力や特徴、技能に使用することができる。能力値はだいたいが1から20までで20を超えたキャラクターは神のような存在である。能力値0は特殊な数値として定義される。能力値を0より小さな値にすることはできない。

##### 体力
「体力（Strength, ST）」は白兵武器の攻撃力、重いものを運ぶ力や移動力（Move)などに影響を与える。「荷重基本値」「基本ダメージ」「ヒットポイント」は体力を基準に計算される。キャラクターが持ち上げることができる重量(kg重) は体力をSTとすると{\displaystyle {\frac {ST^{2}}{2}}}に比例する。ゆえに、ガープスでは平均的な大人が持ち上げることができる重さは{\displaystyle {\frac {10\times 10}{2}}=50} kg重となる。キャラクターのおおよその身長と体重も「体力」を基準に決める（常識の範囲内であれば身長と体重はプレイヤーが自由にきめて構わない）。体力が高いほど、荷物の重さによる「移動力」の減少が軽減される。

##### 敏捷力
「敏捷力（Dexterity, DX）」は素早さ、運動神経や運動能力、手先の器用さを表す。細かい作業を行う職人技能、戦闘・乗り物の運転技能はこの敏捷力を基準にして計算する。「基本反応速度」（Basic Speed, BS）、「基本移動力」（Basic Move, BM）もこの敏捷力を基に計算する。この数値が低いと武器攻撃の命中率と敵の攻撃を「よけ」(dodge)る確率と「移動力」も低くなる。

##### 知力
「知力（Intelligence, IQ）」は知性の働き全般を表し、思考力や知識の豊富さを現す。創造性、洞察力、「記憶力」、「知覚力」、判断力、正気、「意志」などを含む。言語、科学、魔法、超能力などのすべて「精神技能」がこの知力を基準にしている。副能力値の「意志力」、「知覚力」はこの知力を基準に計算する。
ガープスにおいては、知力が1以上あるものはすべて意識を持っているとみなす。植物、脳のないクローン体、自我を持たない機械は知力0であり、意識を持たない-200CPの「特徴」となる。意識のない存在は技能の習得や精神的な性質を持つことはできない。知力5以下では言語を習得することができない。

##### 生命力
「 生命力（Health, HT）」は元気さ、行動力、スタミナ、健康、毒、放射線、病気、負傷に対する抵抗力、キャラクターの根性などを左右する。「疲労点」、「基本反応速度」、「基本移動力」はこの生命力を基に計算する。

#### 副能力値
ガープス第4版から追加された副能力値（Secondary characteristics）は基本能力値（Basic attributes）から導出される値である。基本能力値が上下すると副能力値も上下する。

##### ダメージ
ダメージ（Damage, Dmg, 基本ダメージ, Basic Damage）は、体力によって決まる。体力は素手や白兵武器で与えるダメージに影響する。体力から導出されるダメージには、「突きダメージ」（Thrusting Damage）と「振りダメージ」（Swinging Damage）の2種類が存在する（「突き」（Thrust）や「突」（Thr）、「振り」(Swing)や「振」（sw）と略されることがある）。
「突き」はパンチ、キック、噛み付き、槍、レイピア、弓矢タイプの突く武器の基本ダメージ （Basic Damage）になる。「振り」は斧、棍棒、剣、ハルバードのように振る武器の基本ダメージになる。「突き」と「振り」の基本ダメージは各体力の値に応じて決まっている。例えば体力が10のキャラクターの「突き」は1D-2、「振り」は1Dになる。ここでDはDice（ダイス）の頭文字で、Dの左側にダイスの個数を記述し、その右側にプラスマイナス(±)の補正値を加えた値で基本ダメージを表現している。1D-2はダイス一個の出目から2を引いた値がダメージ数になることを意味する(基本ダメージ数の範囲は0 - 4)。ただしダメージ数は0より小さくなることはなく、ダイスを振った結果がマイナスのときはダメージゼロとして扱う。体力が20のときは「突き」が2D-1で「振り」が3D+2となり、「突き」はダイスを2個振った結果から1を引いた値が基本ダメージになることを意味し、「振り」はダイスを3個振った結果に2を加えた値が基本ダメージになることを意味する。
体力が1から100までの間は、「突き」でダイスを1個から11個、「振り」でダイスを1個から13個まで使う。「突きダメージ」よりも「振り」のほうが基本ダメージが大きい。体力が100を超える場合は、体力が10増えるごとに「突き」と「振り」両方に1Dを加える。ここで1D を加えるとは、振るダイスを一つ増やすという意味である。例えば体力が110の場合、体力100の「突き」が11D、「振り」が 13Dなので、その基本ダメージに1Dを加えるから「突き」は12D、つまりダイス12個を振った値（基本ダメージ数の範囲12 - 72）「振り」は14D、つまりダイスを14個振った値（基本ダメージ数の範囲14 - 84）になる。

##### 荷重基本値
荷重基本値（Basic Lift, BL）はキャラクターが片手で1秒間を持ち上げられる物体の重量の上限である。体力をSTとすると荷重基本値BLは{\displaystyle BL={\frac {ST^{2}}{10}}} kg重になる。5kg以上のものは四捨五入する。時間をかけて片手で頭の上まで持ち上げられる重量は{\displaystyle 2BL}、両手で持ち上げられる重量は{\displaystyle 8BL}。持ち運ぶことができる装備品の重量計算は体力に応じて決まる「荷重基本値と荷重レベル表」に従う。体力の各値ごとに「無荷(0)」、「軽荷(1)」、「並荷(2)」、「重荷(3)」、「超重荷(4)」という荷重レベルに達する重量が定められている。装備品が重くなれば重くなるほどこの荷重レベルは上昇してゆき、「移動力」と「よけ」が低下する。「超重荷(4)」に定められた重量を超える装備品を持ち歩くことはできない。
原書ガープスでは、メートル法の重量の単位kg重のかわりにヤード・ポンド法のポンド(pound, lb.)を用いている。ただし、ガープスの世界では1lb. = 0.5kgとみなしている。そのため、原書ガープスのルールで作成したキャラクターでは荷重基本値の値が日本語のルールで作成した場合の2倍になっており、{\displaystyle BL={\frac {ST^{2}}{5}}} lbs.になる。
重力が異なる世界でキャラクターが1Gの地球と同じBLを持った誰かと同じように行動するにはキャラクターの荷重基本値を修正する必要がある。地球の重力は1Gである。例えば荷重基本値10のキャラクターが2.34Gの木星に行くと、木星でのそのキャラクターの荷重基本値は2.34倍した値、23.4kg重になり、体力16の荷重基本値に相当する値になる。木星で体力10のキャラクターが1Gの地球で行動するのと同じように2.34Gで行動しようとするには体力16は必要になる。

##### ヒットポイント
「ヒットポイント」(Hit Points, HP)はキャラクターが負傷に耐えられる値。ヒットポイントにCPを消費しなければキャラクターのヒットポイントは体力と等しい。2CPを払うごとにHPを1上昇させることができ、その逆に2CPを獲得(-2CP)するごとにHPを1下降させることができる。敵の攻撃が命中してキャラクターが「能動防御」に失敗してから「防護点」を超えるダメージを受けるとキャラクターは負傷し、ダメージ分だけヒットポイントを減らす。ヒットポイントを失って生命力判定に失敗すると意識を失う。魔法や超常的な能力を使うときに「疲労点」の代わりにヒットポイントを消費することができる。
ヒットポイントは一度にヒットポイントの半分以上のダメージを受けると「生命力判定」が必要になる。この判定に失敗すると転倒して朦朧状態に陥る。ヒットポイントが1/3 未満になるとよろめき、「移動力」と「よけ」が半分まで低下する。ヒットポイントが0になっても即座には死なない。ヒットポイントが0以下になったとき「生命力判定」に失敗すると意識を失う。「生命力判定に」成功しても毎ターン生命力判定を行なわなければならない。ヒットポイントが本来のヒットポイント分だけマイナスのとき（本来のHPの-1倍。例えば本来のヒットポイントが12のときに、ヒットポイントが-12になるとき）、即座に「生命力判定」を行い、失敗すると死亡する。さらにヒットポイント分だけ負傷（本来のヒットポイントの-2倍、-3倍、-4倍。例えば本来のヒットポイントが12のときに、ヒットポイントが-24、-36、 -48になるとき）するごとに「生命力判定」を行い、失敗すると死亡する。本来のヒットポイントの-5倍(例えば本来のヒットポイントが12 で、ヒットポイントが-60になるとき)になると、生命力判定を行なわずに無条件で自動的に死亡する。本来のヒットポイントの-10倍までダメージを受ける(例えば本来のヒットポイントが12で、ヒットポイントが-120になるとき)と死体が完全に破壊される。死体が破壊される手段は、その死者を生き返らせられるかどうかに影響を与える。

##### 意志力
意志力（Willpower, Will）は恐怖判定、魔法、超能力など超自然的な力に対する精神的な抵抗力、睡眠、誘惑、脅迫、誘惑、尋問、拷問などに耐えられる力を表す。意志力にCPを消費しなければキャラクターの意志力は知力と等しい。5CPを払うごとに意志力を1 上昇させることができ、その逆に5CPを獲得(-5CP) するごとに意志力を1下降させることができる。

##### 知覚力
知覚力(Perception, Per)は注意深さを表す。知覚力にCPを消費しなければキャラクターの知覚力は知力と等しい。5CPを払うごとに知覚力を1上昇させることができ、その逆に5CPを獲得(-5CP)するごとに知覚力を1下降させることができる。聴覚判定、視覚判定、味覚・嗅覚判定などはすべてこの知覚力が基準となる。

##### 疲労点
疲労点（Fatigue Points, FP）は肉体に蓄積されたエネルギーを表す。疲労点にCPを消費しなければキャラクターのFPは生命力と等しい。3CPを払うごとにFPを1上昇させることができ、その逆に3CPを獲得(-3CP)するごとにFPを1下降させることができる。FPは超常的な能力、例えば呪文を唱えるときにマジックポイントのように消費する。精力的な活動、食事を取らない、睡眠不足、病気、高温な環境下はFPを減少させる。FPが減少してゆくと動きが鈍り、やがて意識を失う。あまりにも大量にFPを失うと過労死する可能性がある。

##### 基本反応速度
基本反応速度（Basic Speed, BS）は反射神経と足の速さなどを表す。基本反応速度は生命力と敏捷力を加えて4 で割った値(端数そのまま)で求める。5CPを払うごとに基本反応速度を0.25上昇させることができ、その逆に5CPを獲得(-5CP)するごとに基本反応速度を0.25下降させることができる。PCの「荷重」が0のとき、敵からの攻撃を回避する確率を表す「よけ」の値は基本反応速度+3となる。持ち歩く荷物の重量が「荷重基本値」の一定倍数を超えると「荷重レベル」が上昇し、「よけ」の値が下がる。

##### 基本移動力
基本移動力（Basic Move, BM）は日本語版ガープスでは、「荷重」なしで1秒間に移動できるメートル数を表す。原書ガープスでは、SI基本単位ではなくヤード・ポンド法を用いているため、原書では移動力は1秒間に移動できるヤード(Yard) 数を表す。ただし、ガープスでは、1ヤード = 1メートルとみなしているため、単位が異なることで影響する数値上の変化はない。基本移動力にCPを消費しなければキャラクターの基本移動力は基本反応速度の端数を切り捨てた値と等しい。5CPを払うごとに基本移動力を1上昇させることができ、その逆に5CPを獲得(-5CP)するごとに基本移動力を1下降させることができる。
この基本移動力に「荷重」に応じた割合を掛け合わせた値が「移動力」(Move)となる。

### 有利な特徴と不利な特徴
ガープス・ベーシック第4版からは、GURPS Compendium I 、GURPS Compendium II 、『ガープス・妖魔夜行』、『ガープス・百鬼夜翔』、GURPS Classic: Supers 、『ガープス・サイオニクス』( GURPS Psionics )でしかとることができなかった人間離れした「妖力」「妖術」や超能力を基本ルールだけで有利な特徴(advantage)や不利な特徴 (disadvantage)として取ることができるようになった。さらにそれらのサプリメントでしか取ることができなかった「増強」(enhancement)と「限定」(limitation)という「修正」(Modifier)も基本ルールだけで取ることができるようになった。
第4版では、キャラクター作成後にストーリーの展開に応じて「有利な特徴」「不利な特徴」を新たに獲得することができる。例えば、あるPCが戦闘で左腕を失った場合、そのPCは新たに「片腕」という不利な肉体的特徴を植えつけられる。そのときにそのPCのCP総計は片腕を獲得した分だけ低下し、他の能力にCPを割り当てることはできない。ある目標を成し遂げたPCはGMから「名声」を授かり、CP総計が授かった有利な社会的特徴「名声」の分だけ上昇させることもできる。神から超常的な力を授かったなど、後天的に、(神から授かったなど)人間離れした力を超常的な「有利な特徴」として得てCP 総計が上昇することもある。
ガープス・ベーシック第4版では不利な特徴によるCP獲得は原則としてCP総計の50%まで獲得できる。GM の判断によってこのルールを変えることもできる。
第4版では1CPだけ獲得できる不利な特徴の一種「くせ」(quirks)を持つほかに、さらに1CPだけ消費して得られる有利な特徴の一種「特典」(perks)を持つこともできるようになった。

#### 有利／不利な特徴の分類
ガープス・ベーシック第4版では、「精神的特徴」(Mental Advantage)、「肉体的特徴」(Physical Advantage)、「社会的特徴」(Social Advantage)という分類に加えて、「一般的特徴」(Mundane Advantage)、「特殊的特徴」(Exotic Advantage)、(Supernatural Advantage)という項目に分類されるようになった。「一般的特徴」は普通の人間のように誰でも取得することができるもので、「特殊的特徴」は普通の人間にはとることができず、高度なテクノロジーによって肉体を改造するかあるいは同種の作用が必要になる。人間以外の種族、ロボットや怪物、乗り物などが取得できる。「超常的特徴」は自然には獲得することができず、科学によっても解明することができない、神の業・魔法・超能力などに起因する特徴である。

#### 自制可能な精神的不利な特徴
第4版では「自制可能な精神的不利な特徴」(Self-Control for Mental Disadvantage)が追加された。従来では知力さえ高ければ自制可能な精神的不利な特徴をいくらとっても優位に立つことができた。第4版ではこの知力に依存しないルールによってそのような不公平な事態は解消された。自制可能な精神的不利な特徴は、自制値以下の値をだすことでその自制可能な精神的不利な特徴による衝動を抑えることができる。この自制値は基本12で、3D6(六面体ダイス3個を振る)で12以下を出すと自制できる。自制可能な不利な特徴で獲得できるCPを1.5倍にすると9以下、2倍にすると6以下になり、ほとんど自制できなくなる。逆に獲得CPを半分にすると15になり、ほとんど自制できるようになる。

#### 修正（増強と限定）
ガープス・ベーシック第4版では、従来『ガープス・妖魔夜行』、『ガープス・百鬼夜翔』、『ガープス・サイオニクス』、GURPS Classic: Supers  などのサプリメントでしか取ることができなかった「増強」(enhancement)と「限定」(limitation)という「修正」(modifier) もガープス・ベーシック第4版の基本ルールだけで取ることができるようになった。「修正」はガープスのキャラクターを詳細にカスタマイズできる機能である。「修正」によって数少ない特徴で多くの特徴を再現できるようになる。「増強」は特徴を補強するものであり、限定はその逆に特徴の効果を限定するか弱体化・制限させるものである。
「増強」は有利な特徴に指定された割合（例：「持続時間延長／3倍」(+20%)）だけ余分にCPを消費して有利な特徴の能力を拡張するものである。例えば10CP消費する有利な特徴に「持続時間延長／3倍」(+20%)の増強を行なうと、その有利な特徴は持続時間が3倍になり、その消費CPは10CPの1.2倍となり、12CPとなる。
「限定」はその逆に有利な特徴の消費CPを減らすもの（例:「準備時間増加1 レベル」(-10%)）である。例えば、準備時間が1秒かかる10CP消費する有利な特徴に「準備時間増加1レベル」(-10%)の限定を行なうと、その有利な特徴は準備時間が2秒になり、その消費CPは10CPの(1 - 0.1 =)0.9倍になり、9CPとなる。
「修正」は、その特徴にかけることができるものに限りいくらで併用することができる。条件さえ揃えば複数の「増強」と「限定」を併用することもできる。どの「修正」がどの他の「修正」と組み合わせられるかどうか、どの特徴に修正できるかどうかは、各「増強」「限定」「特徴」に説明がある。「不利な特徴」に「増強」を行なうと、さらにその不利な特徴によって獲得できるCPが増大する。また「不利な特徴」に「限定」を行なうとその不利な特徴によって獲得できる CPが減少する。「増強」と「限定」には特定の「特徴」のみにしか適用できない「特別増強」「特別限定」というものも存在する。体力に消費するCPを軽減する「サイズ修正」、「マニピュレーターの性能が悪い」のように特定の能力値に適用できる特別限定も存在する。
「増強の限定」という、増強そのものの使用状況を限定する選択ルールも存在する。これは増強の割合そのものに限定の割合だけ増強値を削って増強の割合を求める。例えば+20%の増強に対して-20%の限定をかけると
20×(1 - 0.2) = 16となり、「増強の限定」を行なったその増強は+16%になる。

#### 超能力
ガープス・ベーシック第4版では一部の「有利な特徴」に「超能力」であることを示す「パワー修正」(-10%)の「限定」をとることで、その有利な特徴を超能力(Psionics) として扱うことが出来るようになり、超能力も「有利な特徴」の一部となった。この限定は、その「有利な特徴」が他の超能力や「超能力中和」、「超能力阻止」のような有利な特徴によって抵抗あるいは妨害される可能性があることを意味する。
ガープス・ベーシック第4版に掲載されている超能力の系統には「アンチサイ」(Anti Psi)、「ESP」(超感覚知覚, Extra Sensory Perception)、「サイキック・ヒーリング」(Psychic Healing)、「サイコキネシス」(PK, Psychokinesis)、「テレパシー」(Telepathy)、テレポーテーション(Teleportation) がある。これらの系統には「超能力の才能」(Psionic Talent)が用意されており、その才能にCPを消費することで「パワー修正」の「限定」をとって「超能力」にした「有利な特徴」の超能力のパワーにボーナスを与えることができる。
GURPS Psionic Powers  では第3版に対応した『ガープス・サイオニクス』に類似したルールで超能力を扱うことができるようになり、「エレクトロキネシス」「サイキック・バンパイア」「アストラル・プロジェクション」といった超能力の系統が復活し、新たに超能力の系統として「アニマル・テレパシー」(Animal Telepathy)、「サイバーサイ」(Cyber psi)、「フォトキネシス」(Photokinesis)、「エルゴキネシス」(Ergokinesis)、「プロバビリティー・オルタレーション」(Probability Alteration)、「バイオキネシス」(Biokinesis)、「ドリーム・コントロール」(Dream Control)、「サイコメタボリズム」(Psychometabolism) が追加され、これら能力のうちいくつかの「パワー修正」が追加されている。

### 技能
第 4版の技能(Skill)は、知力、敏捷力のほかに、体力、生命力、知覚力、意志力を基準とした「関連能力値」も登場した。各技能は、この「関連能力値」をもとに技能レベルを決定する。第3版とは違い、「精神技能」、「肉体技能」という区別は無くなり、技能に消費するCPが、難易度と能力値と技能レベルとの差以外で異なることがなくなった。第4版では、「精神技能」、「肉体技能」という区別を無視して技能の難易度はすべて「易」(Easy)、「並」(Average)、「難」(Hard)、「至難」(Very Hard)の4段階に分かれている。難易度が高くなれば高くなるほど、同じレベルでもCP(キャラクターポイント)を多く消費しなければならなくなる。
第 4版日本語版では、技能の書式は山括弧〈〉か不等号<> を用いて<技能名>と書く。専門化されている技能は<技能名／専門>のように書く。文明レベル技能は、TL(Technology Level(テックレベル、文明レベル)が8の場合、)<技能名／TL8／専門>のように書く。ある専門がさらに細かく細分化されている場合、<技能名／専門、下位の専門>のように読点「、」で専門分野を分ける。専門を2つ選ばなければならない技能は<技能名／専門A・専門B>のようにドット(中黒)「・」で専門を分ける。
第4版原書では、技能の書式には専門化技能を除き括弧を使わずに直接名前を記述する。専門化されている技能は Skill name (Specialty)のよう括弧内に専門化名を書く。文明レベル技能は Skill name/TL8 のように書く。ある専門がさらに細かく細分化されている場合、Skill name/TL8 (Specialty, Optional specialty) のように括弧内でカンマ「,」で専門分野を分ける。専門を2つ選ばなければならない技能は Skill name (Specialty1/Specialty2) のように括弧内で2つの専門をスラッシュで区切る。

#### テクニック
テクニック(Technique)は技能によく似たものであり、その技能の技能レベル全体を上昇させるのではなく、その技能の一部の能力だけを上昇させることができる概念である。テクニックはオプションルールである。各テクニックには必ず関連技能が存在し、それがそのテクニックを習得するための前提条件になる。テクニックは必ず元になった技能を「技能なし値」として使うことができる。テクニックの「習得難易度」は「難」(Hard)と「並」(Average)しかない。テクニックには最大レベルが設定されているものがあり、そのテクニックのレベルをそれ以上上昇させるには、元になった技能レベルを上昇させるしかない。テクニックの習得と成長は技能とは違い、相対技能レベルが関連能力値ではなく元の前提技能に対して決まる。あるテクニックの元となる技能の技能レベルが上昇するとそのテクニックのレベルも自動的に上昇する。テクニックには必ず元となる「技能なし値」があり、テクニックによってはその「技能なし値」が複数あるものがある。テクニックを学ぶには、複数ある技能なし値のうち、どちらの技能からテクニックを学ぶか特定しなければならない。【キック】の元となる技能が<空手>と<格闘>のように「技能なし値」が複数あるテクニックは【キック(空手)】か【キック(格闘)】のように必ず元となる技能を特定しなければならない。
日本語版では、テクニックの書式は【テクニック名】のように隅付き括弧【】で括る。元となる技能が複数あるときは【キック(空手)】のように【】で括った中にさらにテクニック名の右に括弧で括った技能名を書く。
原書でのテクニックの書式は Technique のように頭文字を大文字にしているだけである。元となる技能が複数あるときは 専門技能と類似した書式を用いて Kicking (Karate)のようにテクニック名の右にスペースを入れて後に括弧で括った技能名を書く。
第3版ではテクニックに似たものとして『ガープス・マーシャルアーツ』( GURPS Classic: Martial Arts )の「格闘動作」というものが存在した。この「格闘動作」に相当する【キック】や【背負い投げ】などの技は第4版では「テクニック」となった。

### 第3版からの変更点
- デザインコンセプトの大きな変更として、第3版では「人間のキャラクターを作って遊ぶのが原則、超人や異種族を作るのは例外」という思想があったのに対し、第4版ではより汎用性を徹底して「人間だけでなく超人や異種族やロボットや宇宙船や機械も基本ルールで作って遊べる」ことを志向している。このため、第3版に比べて遥かに多くの特徴や行動オプションが、ベーシックに組み込まれている。
- 第3版では、超能力、超人のスーパーパワー、異種族の生来の能力などはすべて別のサプリメントに分散して書かれており、それぞれ独立のルールを使う必要があったのに対し、第4版ではベーシックに書かれている一個のルールに整理された。たとえばダメージを与える攻撃なら、「特殊攻撃」という一個の特徴だけを参照すればよく、キャラクターや種族ごとの攻撃のバリエーションも、様々な増強・限定を付けることで表現することが可能である。
- 「修正」(「増強」と「限定」）を『ガープス・妖魔夜行』[25]『ガープス・百鬼夜翔』[4], GURPS Classic: Supers [24] なしで扱うことができるようになった。「増強」と「限定」を「有利な特徴」「不利な特徴」に補強することができるようになった。
- 「不利な特徴」(disadvantage)によって得られる最大獲得CPが、-45CPから原則としてキャラクターのCP総計の50%までになった。
- 4つの能力値に加えて新たに8つの副能力値(Secondary characteristics)「ダメージ」(Damage, Dmg)、「荷重基本値」(Basic Lift, BL)、「疲労点」(Fatigue Points, FP)、「意志力」(Willpower, Will)、「知覚力」(Perception, Per)、「ヒットポイント」(Hit Points, HP)、「基本反応速度」(Basic Speed, BS)、「基本移動力」(Basic Move, BM)が追加された。
- 知覚判定は知力ではなく知覚力が基準、恐怖判定は意志力が基準になった。
- 「受動防御」が廃止された。
- 有利な特徴「意志の強さ」や「記憶力」(Eidetic Memory)によって技能や呪文の習得にボーナスを与えるルールが廃止された。
- 自制可能な「精神的不利な特徴」の自制判定のルールが改善され、「知力」に依存しなくなった。知力に依存しない自制の度合いに応じて獲得CPを上下させることができるようになった。
- 「癖」の有利な特徴にあたる、1CPを消費して得られる「特典」が追加された。
- キャラクターの習得言語が「技能」から「有利/不利な特徴」で表現されるようになった。
- 技能習得に必要な最低CPに0.5CPを割り当てることができなくなり最低でも1CP必要になった。
- 技能に「肉体系」「精神系」の区別がなくなり、それに伴い習得に要するCPも変更された。
- 特徴の分類に、「精神」「肉体」「社会」という分類のほか「一般」「特殊」「超常」という視点での分類が加わった。
- 技能に類似し、『ガープス・マーシャルアーツ』[27][40]の格闘動作に似ている、特定の技能と技能レベルに依存する「テクニック」が追加された。
- 「超能力」のルールが改善され、特定の「有利な特徴」に「パワー修正」の「特別限定」をかけた特徴の一部となった[脚注 4]。
- 「ヒットポイント」が「生命力」から「体力」に基づく能力値に、「疲労点」が「体力」から「生命力」に基づく能力値に変わった。
- 魔法の前提条件に必要な条件が「12レベル以上で修得する」から「最低でも1CPを費やして修得する」に変わった。
- ダメージタイプの分類が刷新され、「叩きダメージ」「切りダメージ」「刺しダメージ」に加えて「毒ダメージ」「侵蝕ダメージ」「疲労ダメージ」「焼きダメージ」「貫通ダメージ」(「小型貫通体」「貫通体」「大型貫通体」「巨大貫通体」)「爆発ダメージ」「破片ダメージ」という分類が新たに加わった。今までサプリメントごとに解説が分散、武器ごとにその武器のダメージ算出方法が分散していた、武器データの解説が統一され、武器データのダメージタイプの分類がわかりやすくなった。